# Vyšný Medzev
Vyšný Medzev (en hongrois : Felsőmecenzéf, en allemand : Obermetzenseifen) est un village de Slovaquie situé dans la région de Košice. En 2011, sa population était de 533 habitants.
Jusqu'au Traité de Trianon de 1920, le village s'appelait Felsőmecenzéf et appartenait au Royaume de Hongrie. Elle était située dans le comitat d'Abaúj-Torna. Son nom provient de l'allemand Seifen.

## Histoire
Première mention écrite du village en 1427.

## Démographie

### Évolution de la population
| Année:               | 1994. | 2004. | 2014.   | 2024.   |
| -------------------- | ----- | ----- | ------- | ------- |
| Nombre de personnes: | 0     | 536   | 520     | 551     |
| Différence:          |       | –     | -2,98 % | +5,96 % |

| Année:               | 2023. | 2024.   |
| -------------------- | ----- | ------- |
| Nombre de personnes: | 554   | 551     |
| Différence:          |       | -0,54 % |